# El Padre Cobos (Madrid)
El Padre Cobos fue una publicación periódica editada en Madrid entre 1854 y 1856, durante el Bienio Progresista.

## Historia
Editado en Madrid, publicó su primer ejemplar el 24 de septiembre de 1854. Era impreso en la imprenta de A. Vicente y en la de P. Argote. Sus ejemplares contaban con cuatro páginas de unas dimensiones de 0,311 x 0,110 m. Con el número 52, del 1 de julio de 1855, suspendió su publicación. El 5 de septiembre de 1855 volvió a publicarse en una segunda época, quedando suspenso por segunda vez el 30 de junio de 1856.
Eugenio Hartzenbusch e Hiriart menciona entre sus redactores a Esteban Garrido, José de Goizueta, Eduardo González Pedroso, Adelardo López de Ayala, Francisco Navarro Villoslada, José de Selgas y Carrasco y Ceferino Suárez Bravo.